# Gunnar von Gegerfelt
Carl Gunnar (Jonni) von Gegerfelt, född 30 augusti 1926 i Laholm, död 2 oktober 2012 i Vreta kloster, var en svensk målare, keramiker och skulptör.
Han var son till skådespelaren Eric von Gegerfelt och skådespelaren och målaren Karin Josefina Westholm. 
Gegerfelt utbildade sig vid Konstfackskolan i Stockholm för Otte Sköld och Vilhelm Bjerke Petersen 1945-1946 och för André Lhote i Paris 1947, därefter för Otte Sköld 1948 och Vilhelm Bjerke-Petersen 1950 samt konsthistoria vid Stockholms högskola. Bland hans offentliga arbeten märks målningen Vid Kebnekaise som är placerad i Jägarskolans matsal i Kiruna och målningen Vägen och Berget i Tuolluovaara folkskolas bibliotek. Separat ställde han ut i bland annat Kiruna, Uppsala och Östersund och han medverkade i ett stort antal samlingsutställningar.
Gunnar von Gegerfelt är representerad bland annat på Länsmuseet i Gävle, Hälsinglands Museum i Hudiksvall, Stockholms Stadshus och i Ljusdals kommun.
Han var under många år bosatt i Järvsö och Jormlien. Han målade figurkompositioner i geometrisk form samt landskap och interiörer i akvarell, olja och akryl. Han använde ibland lite olika signaturer förutom sitt namn signerade han verken G v G, Tore Jonni och T Jonni Gegerfelt.

## Offentliga verk i urval
- Vattenskulptur, skiffer, 1989, utanför Karlslunds servicehem i Bollnäs
- Målning, Arméns Jägarskola i Kiruna.
- Naturstensmosaik, Slotteskolan i Ljusdal.
- Naturstensmosaik, pelare, Hudiksvalls Sjukhus.